# Таура
Таура (араб. توراة) — назва Тори в ісламі. За мусульманською традицією перше в історії людства Священне Писання у вигляді окремої книги, яке було послане Аллахом пророкові Мусі.
Згадки про Тауру містяться у багатьох аятах Корану (3: 48; 5: 44; 62: 5). В Корані Таура згадується майже завжди разом з Інджилом (Євангелієм).
У мусульманській традиції вважається, що Таура складалася з 40 частин (джузів), у кожній з яких було по 1000 аятів. Повністю напам’ять знали тауру лише Муса, Харун, Йуша, Узайр та Іса. Оригінал Таури був загублений під час завоювання Кудсу (Єрусалиму) царем Бабіля (Вавилону) Бухтуннасаром (Навуходоносором); після цього лишились лише окремі оповіді перемішані з юдейською народною традицією. В ісламі вважається, що через багато століть вони були зібрані в єдину книгу, яка не є оригіналом Таури, принесеним Мусою. Вважається, що після послання Корану релігійні положення Таури були повністю відмінені Аллахом. 